# Nationalpark Bernardo O’Higgins
Der Nationalpark Bernardo O’Higgins (span. Parque Nacional Bernardo O’Higgins) ist mit ca. 35.000 km² der größte Nationalpark in Chile und liegt in den Anden. Der Park ist nach Bernardo O’Higgins, dem ersten Präsidenten Chiles, benannt.

## Geographie

### Geographische Lage
Der Nationalpark liegt zwischen der Región de Aisén und der Región de Magallanes y de la Antártica Chilena im Süden Chiles zwischen dem 48° und 51° 38' südlicher Breite. Er beginnt im Süden über der Isla Evans und reicht bis etwa Villa O’Higgins ca. 400 km nördlich. Die Stadt Puerto Natales liegt etwa 100 km südöstlich. Man reist über den Última Esperanza-Fjord von Puerto Natales und Puerto Toro zu den Gletschern Serrano und Balcemeda. Man trifft oft auf treibende Eisberge in den Fjorden.
Benachbarte Nationalparks rund um den Nationalpark Bernardo O’Higgins sind im Osten der Torres del Paine (Chile, 50 km) und der Los Glaciares (Argentinien) und im Norden der Laguna San Rafael (Chile). Im Nordwesten befindet sich zudem das Alacalufes Reservat, im Südwesten das Katalalixar Reservat.
Im Park gibt es auch den „Circo de los Altares“.

### Gletscher
Der Park schließt einen großen Teil des Südliches Patagonisches Eisfeld. Eine der Hauptattraktionen ist der Pío-XI-Gletscher, der größte Inlandsgletscher des Südliches Patagonisches Eisfeld. Mit einer Fläche von 1265 km² und einer Höhe von bis zu 75 m ist der Pío XI der größte Gletscher der Südhalbkugel außerhalb der Antarktis. Der Gletscher ist in den letzten 50 Jahren etwa 10 km vorgerückt.

## Natur
An den Klippen in der Nähe von Punta Barrosa kann man Andenkondore und Adler beobachten.
Häufig trifft man auf Mähnenrobben- und große Kormoran-Kolonien.

## Interne Naturgebiete
Am 27. Februar 2014 schuf die Nationale Forstgesellschaft Chiles mit dem Beschluss Nr. 74 das Naturgebiet Chaltén-Gebirgskette, das die chilenische Seite des Fitz Roy und die umliegende Bergkette umfasst. Mit demselben Erlass wurde auch das Naturgebiet Pío-XI-Gletscher geschaffen.
| Foto | Name                             | Jahr | Region                               | Provinz          | Fläche (Ha) |
| ---- | -------------------------------- | ---- | ------------------------------------ | ---------------- | ----------- |
|      | Naturgebiet Chaltén-Gebirgskette | 2014 | Magallanes und Chilenische Antarktis | Última Esperanza | 768         |
|      | Naturgebiet Pío-XI-Gletscher     | 2014 | Magallanes und Chilenische Antarktis | Última Esperanza |             |

## Besonderheiten
Im Juni 2007 wurde das vorübergehende Verschwinden des erst 1986 entstandenen, etwa 2 ha großen Gletschersees Tempanos im Park vermeldet. Während Ende März 2007 von den Parkwächtern noch keine Veränderungen am See festgestellt wurde, war bei dem nächsten Besuch der Parkwächter nur noch ein etwa 30 m tiefer Krater vorhanden. Der Grund für das Verschwinden des Wassers aus dem Gletschersee ist vermutlich ein Gletscherlauf. Einige Wochen später wurde festgestellt, dass sich der See sehr langsam wieder mit Wasser füllt.